# Brunnsheden
Brunnsheden är en mindre by i norra änden på Hedesundaslätten norr om Brunn, Hedesunda. Byn är belägen längs den urgamla leden från Svealand; (Uppsala, Enköping och Västerås) mot Valbo och Norrland. Numera heter en del av den leden riksväg 56.